# Orchestre symphonique d'Atlanta
L'Orchestre symphonique d'Atlanta (en anglais : Atlanta Symphony Orchestra ou ASO) est un ensemble musical symphonique fondé en 1945 dans la ville d'Atlanta en Géorgie aux États-Unis.

## Historique
L'orchestre est fondé en 1945 sous le nom de Atlanta Youth Symphony sous la direction de Henry Sopkin qui en reste le chef jusqu'en 1966. C'est en 1947 qu'il prend son nom actuel. Robert Shaw, qui en prend la direction en 1967, lui adjoint un chœur en 1970, intitulé Atlanta Symphony Orchestra Chorus. En 1996, l'ASO réalise les cérémonies d'ouverture et de fermeture des Jeux olympiques d'été à Atlanta.
L'orchestre est en résidence au Woodruff Arts Center et depuis 2008, possède une seconde salle située à 30 km d'Atlanta dans le comté de Fulton à Alpharetta.
En 2021, Nathalie Stutzmann est nommée directrice musicale de l'orchestre à compter de la saison 2022-2023, pour une durée de quatre ans,.

## Directeurs musicaux
Comme directeurs musicaux, se sont succédé à la tête de la formation :
- 1945-1966 : Henry Sopkin
- 1966-1988 : Robert Shaw (émérite de 1988-1999)
- 1988-2000 : Yoel Levi (émérite de 2000-2005)
- 2001-2021 : Robert Spano
- depuis 2022 : Nathalie Stutzmann

## Créations
L'orchestre symphonique d'Atlanta est le créateur de nombreuses œuvres, de Leonard Bernstein (Missa brevis, 1988), Phil Glass (Itaipu, 1989), Morton Gould (Soundings, 1969), Karel Husa (Symphonic Suite, 1984), Barbara Kolb (en) (The Enchanted Loom, 1990), Wynton Marsalis (American Symphony, 2009), Ned Rorem (Symphonie pour cordes, 2009), Christopher Rouse (Envoi, 1996), Billy Taylor (Paeceful Warrior, 1983), Michael Torke (Javelin, commande pour le 50e anniversaire de l'orchestre, 1994), George Walker (Address for Orchestra, 1981).